# Silver Threads Among the Gold
Silver Threads Among the Gold er en amerikansk stumfilm fra 1911 af Edwin S. Porter.

## Medvirkende
- Mabel Trunnelle
- Robert Brower
- William Bechtel